# UK0-Schnittstelle

ISDN-Referenzmodell mit U-Referenzpunkt

Anwendungsbereich der U_{k0}-Schnittstelle im Teilnehmeranschlussnetz

Die UK0-Schnittstelle ist beim ISDN-Basisanschluss die Schnittstelle für den Übertragungsweg zwischen dem Vermittelnden Netzknoten (VNk) und NTBA und wird durch zwei Kupferadern (eine Doppelader) realisiert. Das U in der Bezeichnung steht für den Referenzpunkt der Schnittstelle im ISDN-Referenzmodell (siehe Abbildung), das K steht für Kupfer und die Null bezieht sich auf den ISDN-Basisanschluss („Basic Rate Interface“; BRI).
Als Codierung wird der ternäre Leitungscode 4B3T mit einer Schrittgeschwindigkeit von 120 kBaud oder der 2B1Q-Leitungscode (Schrittgeschwindigkeit 80 kBaud) verwendet.
In Deutschland wird 4B3T (= MMS43-Code) als Leitungscode verwendet, die Standardisierungsorganisation Europäisches Institut für Telekommunikationsnormen (ETSI) sieht 2B1Q als Standard vor mit einer Option, auch 4B3T zu verwenden.
Um eine gleichzeitige Übertragung auf dem einen Adernpaar in beide Richtungen zu ermöglichen, wird ein Übertragungsverfahren mit Echokompensation in Zeit- und Frequenzgleichlage verwendet.
Neben den Nutzkanälen (B-Kanäle) und dem Signalisierungskanal (D-Kanal) steht dem Netzbetreiber noch ein Kanal für Servicezwecke (im Fachjargon Maintenance) zur Verfügung. Beispielsweise können von der Ortsvermittlungsstelle Steuersignale für Schleifenbefehle über die UK0-Schnittstelle an den NTBA übermittelt werden, die das zum NTBA gesendete Signal zur OVSt zurückschleifen. Damit kann der VNk prüfen, ob der NTBA funktioniert, und die Qualität der Leitung (Verkehrsgüte, Bitfehlerhäufigkeit) anhand aufgetretener Bitfehler messen.

## Daten der Schnittstelle

U_{K0}-Rahmenstruktur bei 4B3T-Leitungscode

- Frequenzgleichlageverfahren mit Gabelschaltung und Echokompensation
- 2 Nutzkanäle (B-Kanäle) je 64 kbit/s duplex
- 1 Signalisierungskanal (D-Kanal) 16 kbit/s
- Rahmenkennung (Synchronisation) und Service 16 kbit/s
- Bruttodatenübertragungsrate 160 kbit/s
- Symbolrate 120 kBaud durch MMS43-Code
- Reichweite < 6 km auf 0,4 mm Cu-Doppelader und < 8 km auf 0,6 mm Cu-Doppelader
- 91–99 V Gleichspannung[1]